# 阿尔塔维拉-锡伦蒂纳
阿尔塔维拉-锡伦蒂纳（義大利語：Altavilla Silentina），是意大利萨莱诺省的一个市镇。总面积52平方公里，人口6901人，人口密度132.7人/平方公里（2009年）。ISTAT代码为065005。